# Rejectaria albisinuata
Rejectaria albisinuata là một loài bướm đêm trong họ Noctuidae.